# Ghiacciaio Upsala

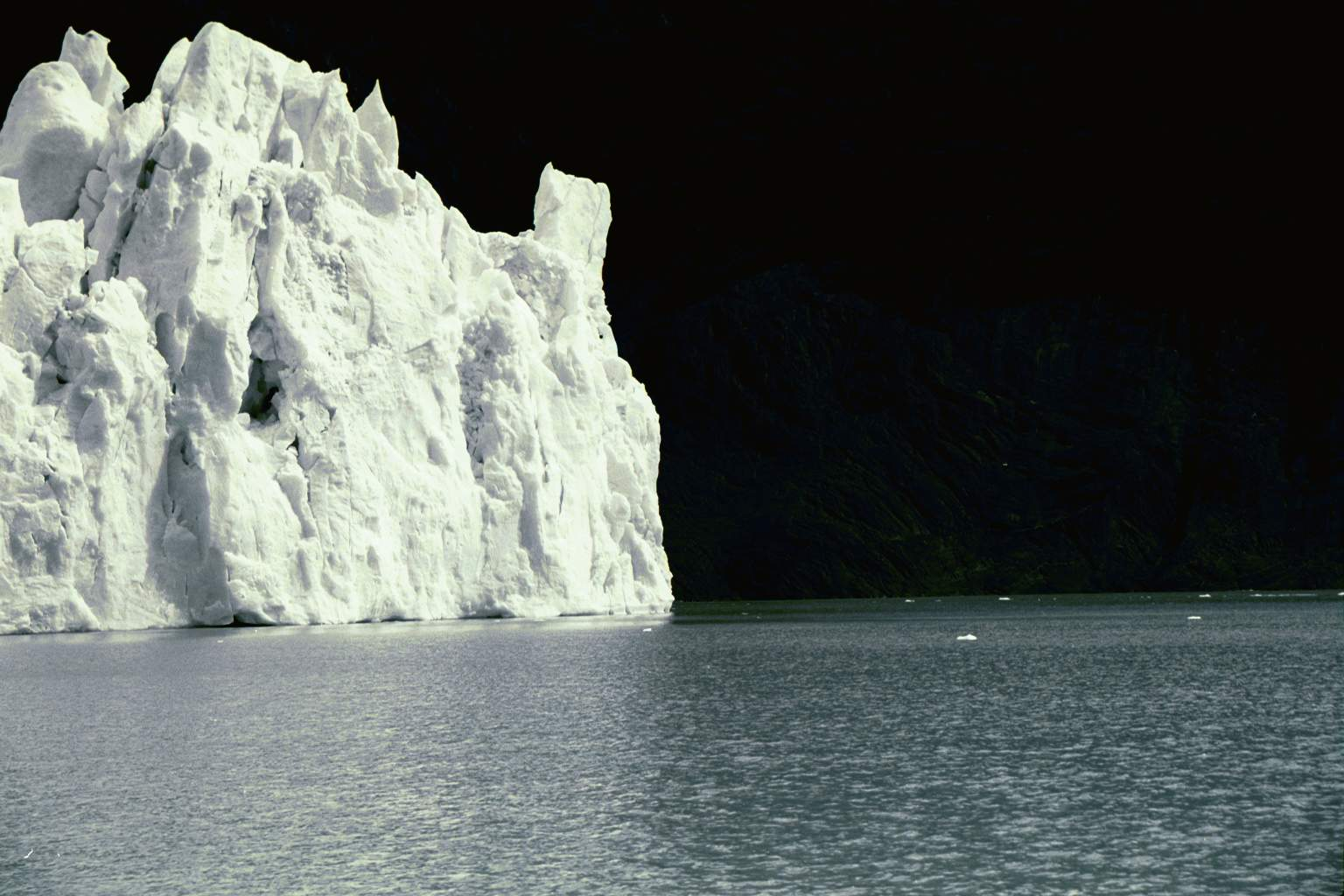
Il ghiacciaio Upsala.

Il ghiacciaio Upsala è un grande ghiacciaio che comprende una valle composta, alimentata da diversi ghiacciai nel Parco nazionale Los Glaciares, in Argentina. Il suo nome deriva dall'Università svedese di Uppsala (vecchia ortografia: Upsala), che ha condotto la prima indagine glaciologica della regione nel XX secolo.
La parte settentrionale che scende dal campo di ghiaccio si trova nella zona di confine non demarcata colpita dal contenzioso del campo di ghiaccio Patagonico Sud tra Argentina e Cile. Nelle mappe ufficiali cilene il settore settentrionale del ghiacciaio è incluso nel settore rettangolare disegnato nell'allegato II dell'accordo per specificare il percorso del limite dal monte Fitz Roy a Cerro Daudet nel 1998, che corrisponde alle coordinate estreme dell'area non delimitata.

## Descrizione
I suoi campi glaciali occupano una superficie di 870 km². Il ghiacciaio si estende per una lunghezza di 60 km (ponendolo al secondo posto tra i ghiacciai più grandi dell'America meridionale, dopo il Ghiacciaio Pio XI), una larghezza di 10 km, e le sue pareti raggiungono l'altezza di 60 a 80 metri.
I flussi glaciali del campo di ghiaccio Patagonico Sud, dal quale si origina anche il ghiacciaio Perito Moreno, si riversano nella stessa area, nei pressi del lago Argentino. 
Il ghiacciaio Upsala è attualmente in fase di contrazione, dovuta ad eventi geologici o climatici sconosciuti o al riscaldamento globale.